# Tryton
Tryton ist eine freie Software für das Enterprise-Resource-Planning (ERP).

## Architektur
Tryton besteht aus dem sogenannten Tryton-Kernel sowie einer Reihe ERP-spezifischer Module, die auf den Kernel aufsetzen.
Der Tryton-Kernel ist ein dreischichtiges, universell verwendbares Software-Framework. Die drei Schichten des Frameworks sind:
1. Tryton Client
2. Tryton Server
3. Tryton Datenbankmanagementsystem, in der Regel PostgreSQL

Dieses Framework umfasst Funktionalitäten wie z. B. Datenintegrität, Modularität, Benutzerverwaltung mit Zugriffskontrolle und die Handhabung zeitgleicher Zugriffe auf Ressourcen. Damit stellt es eine vollwertige Applikationsplattform dar, welche für jeglichen gewünschten Zweck verwendet werden kann und nicht nur ausschließlich als ERP. Ein populäres Beispiel für ein anderes Projekt, welches auf diesem Framework aufsetzt ist GNU Health, ein Gesundheits- und Krankenhaus-Informationssystem.
Tryton ist in 25 Sprachen verfügbar.
Die ERP-Module sind:
- Fakturierung
- Rechnungswesen
- Vertriebscontrolling
- Beschaffungsmanagement
- Controlling
- Inventarverwaltung
- Manufacturing Resources Planning
- Projektmanagement
- Akquise und Chancenmanagement

## Technische Details
Client und Server sind in Python geschrieben, wobei der Client für die grafische Darstellung auf das GUI-Toolkit GTK+ zurückgreift, oder als WEB-Applikation im Browser ausgeführt werden kann. Dadurch ist Tryton plattformübergreifend und kann auf jeder Plattform zum Einsatz kommen, welche diese Elemente unterstützt. Über den Quellcode hinaus werden sowohl für den Client als auch für den Server vorgefertigte, direkt einsatzbereite Installationspakete zum Download für GNU/Linux, FreeBSD, macOS und Windows angeboten.
Darüber hinaus existiert eine Stand-alone-Version für Einzelplatzrechner namens Neso, welche Client und Server beinhaltet.

## Lizenz, Kosten und Geschäftsmodell
Die Plattform sowie jegliche Module stehen vollkommen unter der GNU General Public License Version 3 (GPLv3) und sind somit Freie Software.
Gemäß der vier Freiheiten von Freier Software bedeutet das, dass Tryton lizenzkostenfrei zu jedem Zweck ausgeführt werden darf (privat, kommerziell etc.), der Quelltext untersucht und verändert werden kann – z. B. um Anpassungen an die eigenen Bedürfnisse durchzuführen, bzw. um Tryton in eigene Projekte einzubauen – und es erlaubt ist, das Programm an Dritte weiterzugeben oder es zu verändern, und diese veränderten Versionen an Dritte weiterzugeben. Dabei sind die weiteren Details der GPLv3 zu beachten.
Unabhängig von der Lizenz ist auch der Bezug von Tryton gratis und erfolgt z. B. als Download über die Website des Projektes oder über die Paketmanager des verwendeten Betriebssystems. Weder für den initialen Download, noch für Updates werden Gebühren erhoben. Zudem existieren keine Module oder Elemente, welche nicht Freie Software sind oder für diese Zusatzgebühren fällig werden, im Sinne von Freemium bzw. Open Core oder ähnlichen Geschäftsmodellen, wie sie beispielsweise bei der verwandten Software Odoo zum Einsatz kommen, bei denen der Kern (englisch core) der Software frei ist, jedoch den Kern erweiternde Zusatzfunktionen für den Releasewechsel unfrei sind.
Die Rechte an der Marke Tryton gehören der gemeinnützigen Tryton-Stiftung mit Sitz in Belgien. Die Entwicklung von Tryton wird in erster Linie unentgeltlich von einer Reihe von Dienstleistungsunternehmen vorangetrieben, deren Geschäftsmodell darin besteht, ihren Kunden gegen Bezahlung kommerziellen Support zu Tryton anzubieten. Bezahlt wird Beratung, Installation, Wartung, Anpassungsentwicklung etc. Die Voraussetzung dafür, von Tryton als solch ein Partnerunternehmen anerkannt und auf der Tryton-Webseite gelistet zu werden, ist, dass sich das Unternehmen aktiv an der Weiterentwicklung von Tryton beteiligt und z. B. regelmäßig eigenentwickelten Code zur Codebase von Tryton beisteuert. Derzeit (Stand Januar 2021) sind 15 solcher Dienstleistungsunternehmen als offizielle Partner von Tryton gelistet; davon sind zwei in Deutschland ansässig und eins in der Schweiz. Die übrigen Unternehmen im nicht-deutschsprachigen Raum verteilen sich weltweit wie folgt: Frankreich 3, Spanien 3, Argentinien 1, Australien 1, Belgien 1, Dominikanische Republik 1, Griechenland 1, Peru 1.

## Ursprung und Geschichte
Die erste Version von Tryton wurde am 18. November 2008 veröffentlicht. Dabei handelte es sich um einen Fork der Version 4.2 von Tiny ERP (später OpenERP, heute Odoo).